# 51 Водолея
51 Водолея (лат. 51 Aquarii, HD 212404) — кратная звезда в созвездии Водолея на расстоянии (вычисленном из значения параллакса) приблизительно 406 световых лет (около 124 парсеков) от Солнца. Видимая звёздная величина звезды — +5,779m.

## Характеристики
Первый компонент — белая звезда спектрального класса B9V или A0V. Масса — около 2,8 солнечных, радиус — около 2,68 солнечных, светимость — около 88,2 солнечных. Эффективная температура — около 10328 К.
Второй компонент — белая звезда спектрального класса A0. Орбитальный период — около 145,07 лет. Удалён на 0,5 угловой секунды.
Третий компонент удалён на 54,4 угловых секунды.
Четвёртый компонент удалён на 116 угловых секунд.
Пятый компонент удалён на 132,4 угловых секунды.